# هاتا، ناگانو
هاتا، ناگانو (به لاتین: Hata) یک منطقهٔ مسکونی در ژاپن است که در ناحیه چوبو واقع شده‌است. هاتا ۱۵٬۲۵۶ نفر جمعیت دارد.